# Oleksandr Dowschenko

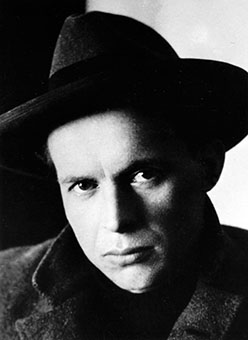
Oleksandr Dowschenko, 1935

Oleksandr Petrowytsch Dowschenko (ukrainisch Олександр Петрович Довженко, wiss. Transliteration Oleksandr Petrovyč Dovženko); Alexander Petrowitsch Dowschenko (russisch Александр Петрович Довженко; * 29. Augustjul. / 10. September 1894greg. in Sosnyzja, Gouvernement Tschernigow, Russisches Kaiserreich; † 25. November 1956 in Moskau) war ein sowjetischer Regisseur und Schriftsteller ukrainischer Herkunft, Gründer des poetischen Kinos.

## Leben
Dowschenko stammte aus einer Bauernfamilie. Seine Eltern hatten vierzehn Kinder, von denen nur zwei das Erwachsenenalter erreichten. Nach dem erfolgreichen Abschluss der pädagogischen Hochschule in Hluchiw 1914 und kurzfristiger Lehrtätigkeit an einem Gymnasium in Schitomir immatrikulierte sich Dowschenko 1917 an der Kiewer Hochschule für Wirtschaftslehre, jedoch konnte er wegen der Oktoberrevolution und des darauf folgenden Bürgerkriegs sein Studium nicht zu Ende führen. Während des Bürgerkriegs kämpfte er an der Seite der ukrainischen nationalen Kräfte unter dem Kommando von Symon Petljura, die sowohl die zaristischen Generäle als auch die Rote Armee als Feinde hatten. Allerdings wechselte er 1919 noch rechtzeitig die Fronten, um später einer möglichen Verfolgung durch die siegreichen Bolschewiki zu entgehen.
Seit 1921 war er im diplomatischen Dienst tätig, zuerst in Polen, dann in Deutschland, wo er Malerkurse besuchte und seine Vorliebe für die damals neue Kunst der Kinematographie entdeckte. Nach seiner Rückkehr näherte sich Dowschenko dem „linken“ Flügel der Bewegung der „ukrainischen Renaissance“ an, deren erklärtes Ziel der Aufbau einer noch nie dagewesenen Gesellschaft war. Nach seiner Tätigkeit als Karikaturist zog er 1926 von Kyjiw nach Odessa um, wo damals das erste ukrainische Filmstudio gegründet wurde. Im gleichen Jahr debütierte er als Co-Regisseur mit dem Stummfilm Wanja, der Reformator, dem dann der Film Die Liebesfrucht folgte.
Seinen Durchbruch schaffte Dowschenko mit dem Film Swenigora im Jahre 1928, in dem er den Mythos der heldenhaften Vergangenheit in die Gegenwart übertrug und das Thema eines verzauberten Schatzes als Metapher für die Geheimnisse der Natur benutzte. Dieses Leitmotiv durchdrang das ganze Schaffen des Regisseurs in den Vorkriegsjahren und gipfelte im Film Arsenal, wo der bolschewistische Held unsterblich ist, da die feindlichen Kugeln von ihm abprallen, ohne ihm zu schaden. Dowschenko setzte beim Montageverfahren die letzten Errungenschaften des deutschen Expressionismus (hier vor allem die von Fritz Lang) und Sergei Eisensteins ein und verfeinerte ihn in seinem nächsten Film Erde (1930), der im westlichen Ausland ungeheure Popularität erreichen sollte.
Nach 1932 war Dowschenko immer größeren Repressalien seitens der offiziellen sowjetischen Kunstbehörde ausgesetzt und musste sich mehrmals direkt an Josef Stalin mit der Bitte um Schutz vor den Angriffen wenden. Auf einen Befehl Stalins hin zog er 1933 nach Moskau um, wo er seinen nächsten erfolgreichen Film Aerograd drehte (1935), in dem er die ganze Tragik der jüngsten sowjetischen Geschichte zeigte (als Höhepunkt des Streifens wird die Szene angesehen, in der ein sibirischer Jäger seinen besten Freund erschießen muss, weil dieser den feindlichen Diversanten hilft). Für seinen 1939 erschienenen Kinofilm Schtschors, dessen Hauptheld der ukrainische Kommunist Nikolai Schtschors war, erhielt er zwei Jahre später den Stalinpreis.
Dowschenkos Filmerzählung Brennende Ukraine, die die Schrecken des deutschen Besatzungsregimes in den Jahren 1942 bis 1943 zeigen sollte und deren Fertigstellung für das Ende 1943 geplant war, rief allerdings starkes Missfallen bei Stalin und der politischen Zensur hervor, was zu ihrem Verbot führte. Auch sein nächstes Projekt, ein Film über den berühmten sowjetischen Biologen Iwan Mitschurin, stieß in seiner ursprünglichen Version auf große Widerstände und durfte erst nach grundlegender Umarbeitung 1949 in die Kinos kommen. Diese umgearbeitete Version erhielt im gleichen Jahr den Stalinpreis.
Gleichzeitig mit seiner Karriere als Filmschaffender begann Dowschenko Bücher über sein Heimatland Ukraine zu schreiben, die er als Beitrag zur Herausbildung eines Nationalbewusstseins des ukrainischen Volkes betrachtete. In seinem autobiographisch geschriebenen Roman Der verzauberte Fluss Desna (1942–1948) und in Erzählungen Die Götterdämmerung und Das junge Blut (beide 1950–1951) setzte er sich mit der Zerstörung der althergebrachten Sitten und Bräuche des einfachen Volkes und dem allmählichen Untergang des sozialen Zusammenhaltes auf dem Lande auseinander. Diese Thematik stieß auf Ablehnung der offiziellen Zensur, so dass seine Werke erst nach seinem Tod erscheinen konnten. Sie dienten dann seiner Ehefrau Julija Solnzewa als Grundlage für ihre in den 1960er Jahren erschienenen Filme Die Erzählung von den Feuerjahren und Das Unvergessene.
Seit 1955 unterrichtete Dowschenko an der Staatlichen Hochschule für Kinematographie in Moskau. Sein früher Tod verhinderte die Entstehung neuer Projekte, die er der Tauwetter-Periode widmen wollte.

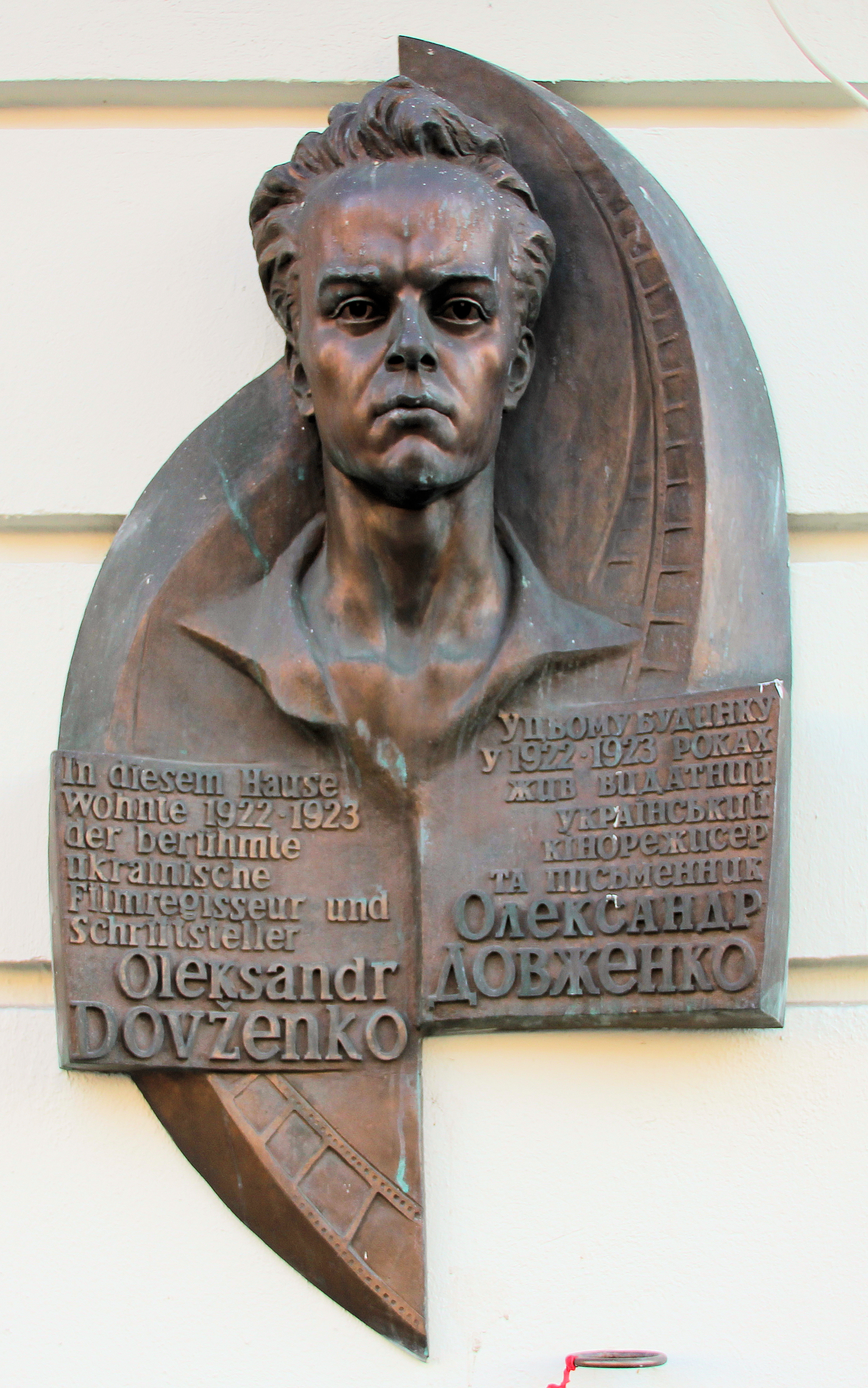
Gedenktafel am Haus Bismarckstraße 69 in Berlin-Charlottenburg

Dowschenko gilt neben Sergei Eisenstein und Wsewolod Pudowkin als einer der wichtigsten Regisseure des frühen sowjetischen Films. Sein Verdienst besteht in der Überwindung des revolutionären Pathos und im Schaffen einer genuin ukrainischen Filmkunst, deren Leitmotiv immer der Heimat gewidmet war. Als Hauptwerk wird die Ukraine-Trilogie (Swenigora, Arsenal und Erde) angesehen. Als besondere Ehre benannte man 1957 die alten Filmstudios in Kiew nach Dowschenko. Die drei Filme der Ukraine-Trilogie sowie Aerograd landeten in der 2021 erstellten Liste der 100 besten Filme in der Geschichte des ukrainischen Kinos.

## Werke (Auswahl)

### Filmografie
- 1926: Die Liebesbeeren (Ягідки кохання)
- 1926: Wanja, der Reformator (Вася-реформатор), Co-Regie
- 1928: Swenigora (Звенигора)
- 1929: Arsenal (Арсенал)[3]
- 1930: Erde (Земля)[4]
- 1932: Iwan (Іван)
- 1935: Aerograd (Аероград)
- 1939: Schtschors (Щорс)
- 1943: Kampf um unsere Sowjetukraine (Битва за нашу Советскую Украину)
- 1948: Die Welt soll blühen (Мичурин; Mitschurin)
- 1951: Leb' wohl, Amerika! (Прощай, Америка!) – durch die Zensur verboten und 1996 erstmals uraufgeführt

### Literarische Werke
- Воля до життя
- Зачарована Десна
- Земля
- Мати
- Ніч перед боєм
- Повість полум'яних літ
- Нащадки запорожців
- Україна в огні
- Поема про море
- Антарктида
- Життя в цвіту
- Щоденник 1941-56
- Оповідання «Сон» та інші

In deutscher Übersetzung
- Anna-Halja Horbatsch (Herausgeberin und Übersetzerin): Blauer November. Ukrainische Erzähler unseres Jahrhunderts. Wolfgang Rothe Verlag,  Heidelberg 1959
  - Verzauberter Strom Desna
  - General Fedortschenko
  - Wildgänse

- Die Feuerschwelle – Erzählungen ukrainischer sowjetischer Schriftsteller über den grossen Vaterländischen Krieg 1941 - 1945. Aus dem Ukrainischen von Evelyn Riswanowa und Iwan Soiko. Verlag Dnipro, Kiew 1975
  - Eine Mutter

- Olena Novikova, Ulrich Schweier (Hrsg.): Europa Erlesen Kiew. Wieser Verlag, Klagenfurt 2013, ISBN 978-3-99029-013-2
  - Seiten eines Tagebuches

## Auszeichnungen
- Leninorden (1935)
- Stalinpreis (1941, 1949)
- Leninpreis (1959, posthum verliehen für sein Drehbuch zum Film Die Ode an das Meer)
- Volkskünstler der RSFSR (1950)